# خضرغوران عليا
خضرغوران عليا (بالفارسية: خضرگوران علیا) هي منطقة سكنية تقع في Charuymaq-e Jonubesharqi Rural District في إيران. يقدر عدد سكانها بـ 47 نسمة .